# جورجيو باسي
جورجيو باسي (بالإيطالية: Giorgio Bassi)‏ مواليد 20 يناير 1934، هو سائق فورملا 1 إيطالي سابق كان قد بدأ مسيرته الاحترافية سنة 1965. كان أول سباق له هو جائزة إيطاليا الكبرى 1965.

## سباقات شارك فيها
- لو مان 24 ساعة